# Juan Mouat y Walters
Juan Mouat y Walters (1819-1871), también conocido como John Norbert Mouat & Walters, fue un distinguido empresario, investigador y filántropo de origen escocés que vivió en la ciudad de Valparaíso, Chile quien fue el primero en instalar un observatorio astronómico en Chile y en la costa del Océano Pacífico en toda América.

## Aportes a la Meteorología, Astronomía y Navegación

### Casa de Mouat y Ruinas del Castillo San José

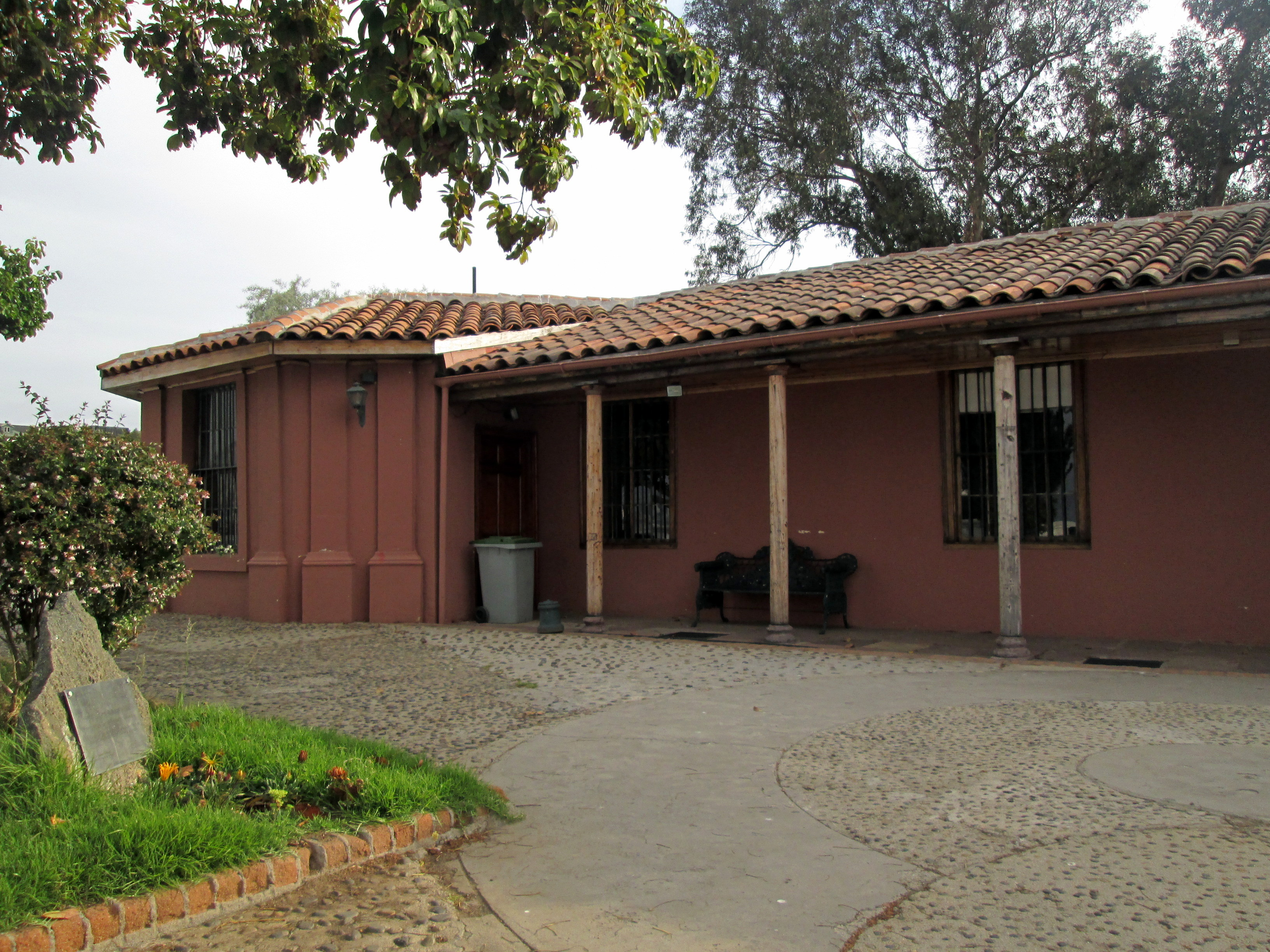
Casa de John N. Mouat, Cerro Cordillera Valparaíso.

La casa que habitó Juan Mouat se encuentra ubicada en Calle Merlet 195, en el Cerro Cordillera. En el lugar del emplazamiento se encontraba el Castillo San José, obra que se terminó de construir en 1692 tuvo como fin defender a la ciudad de los ataques de corsarios y formaba parte de una red de baterías con este fin. Tras el terremoto de 1822 la estructura termina por deteriorarse, quedando el lugar en ruinas. En el año 1840 se realiza una subdivisión predial y sus terrenos son rematados.
En 1840 Juan Mouat adquiere el terreno donde se cree que estaba la plaza militar del Castillo San José Entre los años 1840 y 1842 Mouat ordena la construcción de una casa de estilo colonial, construida en adobe y tejas de arcilla, aunque incluyó algunos elementos neoclásicos como los torreones laterales.
Una tasación realizada en 1863 describe la existencia de un taller de platería, una fragua, el observatorio, cocina, habitaciones, despensa, bodegas, cobertizos que servían de cochera, carbonera y pajar. La fachada principal no se encuentra proyectada a la calle sino al mar, esta flanqueada por dos torreones, uno era el remate del salón principal y el otro servía de observatorio.
La construcción fue declarada Monumento Histórico Nacional el 19 de marzo de 1963 mediante Decreto 2372 y adquirida el año 2007 por la Municipalidad de Valparaíso. Actualmente alberga el Museo Lord Cochrane con una colección de piezas en torno a la historia naval de Chile.

### Primer Observatorio Astronómico
John Mouat acondicionó su casa para hacer observaciones científicas y meteorológicas, el 27 de febrero de 1843 se instalaría el Primer Observatorio Astronómico en Chile, a pocos días de la aparición del gran cometa de 1843. Este hecho llevó a que la comunidad conociera su casa como “El Observatorio del Cerro Cordillera”.
El diario El Mercurio de Valparaíso, publicó de forma detallada la instalación del primer Observatorio Astronómico en la costa del Pacífico al interior de la casona de Mouat:

Con el objeto de regular los cronómetros de su establecimiento de comercio i los de los buques que llegaban a la bahía, edificó ese intelijente i emprendedor injeniero, en un lugar conveniente, dominando aquella en toda su estension, un meridiano calado en la techumbre, i dotó al aposento con todos los instrumentos de observación i de comprobación de que era por aquellos años posible echar mano, cuya innovación fué aplaudida con entusiasmo por todos los hombres de progreso.
El Mercurio de Valparaíso, 27 de febrero de 1843

Una impresión que también llevó a Benjamín Vicuña Mackenna a describir este hecho:

Nunca toma la pluma con mas placer, esclamaba en un diario de esa época, un escritor verdaderamente interesado en el engrandecimiento i prosperidad del pais, que cuando tiene que anunciar una mejora, un hecho útil, un paso dado hacia los altos objetos del siglo i del jénero humano, i es éste el sentimiento que hoi nos anima al poner en el conocimiento del público la fundación de un observatorio en nuestra progresista ciudad de Valparaíso
 Benjamín Vicuña Mackenna, 1877

El Observatorio, además, operaba en estrecha relación con la medición y registro del tiempo, mediante una esfera de señales horarias (o timeball) instalada en los jardines de la casa de Mouat, que permitía a los navegantes de la época la calibración de sus instrumentos de navegación al pasar por el Puerto de Valparaíso. Se trató del cuarto construido en el mundo y el primero fuera de territorio británico.

### Cronómetro Kendall
El cronómetro marino conocido como Kendall N°2 o simplemente K-2 debido a que fue construido por el relojero Larcum Kendall.
El Cronómetro fue usado por Constantine John Phipps en su intento fallido por encontrar un paso por el noroeste en 1773. Más tarde se usó en la estación norteamericana hasta 1787 cuando se entregó al capitán William Bligh para su uso en el HMS Bounty. Bligh detecta errores en el cronómetro en sus viajes. Tras el motín del Bounty ocurrido en 1789 en Pitcairn, el cronómetro permaneció con los amotinados hasta que el capitán Mayhew Folger, del barco ballenero estadounidense Topaz de Boston, quien encuentra a las mujeres, los niños y al amotinado sobreviviente John Adams en 1808.
El capitán Folger compró el cronómetro a John Adams a cambio de un pequeño pañuelo de seda con el cual obtuvo el cronómetro y el compás de azimut del Bounty. De camino a Valparaíso, Folger y su barco pasan por la Isla Juan Fernández, donde el gobernador español de la época confisca el cronómetro y mantiene a Folguer y su equipo en prisión hasta el cambio de gobernador ocurrido unos meses después, cuando es liberado; así lo atestiguan los datos del libro de registro realizado en Valparaíso el 10 de octubre de 1808.
El cronómetro aparece posteriormente en la ciudad de Concepción, donde fue comprado por un arriero de apellido Castillo por el precio de tres doblones quien lo conserva hasta su muerte en el año 1840. Luego el cronómetro pasa al viajero Alexander Caldcleugh quien en Valparaíso lo vende al Capitán Thomas Herbert del HMS Calliope por 50 guineas (aproximadamente 52 libras), fue entonces que el Capitán Herbert pide a John Mouat, el “constructor de cronómetros” de Valparaíso, que lo examine. Herbert zarpa el 1 de julio de 1840.
El cronómetro pasó a manos de la Royal United Service Institution a través del capitán Newman del HMS Sparrowhawk. Permaneció allí hasta 1963, cuando pasó al Museo Marítimo Nacional de Greenwich, Reino Unido, donde actualmente se exhibe.

## Precursor del Ferrocarril en Chile
La idea de construir un ferrocarril entre Copiapó y la costa, fue concebida por Juan Nolberto Mouat en 1845, durante las fiestas de septiembre de ese año se brindaba por el ambicioso proyecto. Esta idea fue bien recibida en Copiapó por personas como Agustín Edwards, doña Candelaria Goyenechea y José Joaquín Vallejo (Jotabeche), además de Ventura Lavalle e Ignacio Imapequi quienes le entregaron 28 onzas de oro para que Mouat pudiera iniciar este proyecto.
El 9 de noviembre de 1848, el Congreso Nacional de Chile le concede a Juan Mouat el privilegio exclusivo por un período de 5 años para formar el camino de ferrocarril entre Copiapó y su puerto. Para estos efectos el gobierno respaldó el proyecto permitiendo que este trayecto se hiciera desde el puerto existente en ese año Puerto Viejo, el denominado puerto inglés o el puerto de Caldera, ordenando que el lugar elegido sería declarado puerto mayor y ordena la construcción de la aduana y demás edificios fiscales. Se otorgó un plazo de dos años y medios para iniciar las obras. Sin embargo, debido a falta de capital, la construcción del proyecto de ferrocarril debió ser postergado.
En total, Mouat realizó tres viajes a Copiapó, pero surgió desconfianza en él en su capacidad de organizar esta empresa, por lo que tuvo que renunciar a la idea de continuar con este proyecto. Luego el empresario norteamericano Guillermo Wheelwright llegaría a la ciudad de Copiapó el año 1849 y contacta a José Joaquín Vallejos para ser presentado ante los empresarios Agustín Edwards y a Matías Cousiño. Wheelwright poseía el prestigio suficiente para organizar esta empresa, se trataba de un empresario naviero y accionista de la Compañía Anglo-Chilena de Minas de Copiapó. Aprovechando esta condición  envía uno de sus vapores al puerto de Caldera para inspeccionar la costa y los terrenos para emplazar un muelle, labor que más tarde realiza personalmente a caballo, ubicando el lugar de un gran muelle que permitiera a todos los buques desembarcar. Este hecho le otorga confianza a las personas acaudaladas de Copiapó lo que le permitió formar parte de la Compañía del Ferrocarril de Copiapó.
Con fecha 20 de noviembre de 1849, el Congreso otorga una nueva concesión los terrenos fiscales y municipales en el Puerto de Caldera para la construcción de las obras, esta vez a la Compañía del Ferrocarril de Copiapó liderada por Wheelwright.

## Empresas desarrolladas en Chile

### Proyecto de iluminación en La Serena
Juan Mouat establece un contrato con la Municipalidad de La Serena en agosto de 1857 con el fin de implementar el proyecto de iluminación pública con hidrógeno de espacios y edificios públicos por un período de 25 años.

### Fundición Caledonia
La Fundición Caledonia, cuyo nombre original era O' Caledonian Foundry, fue establecida en 1854 por Juan Norberto Mouat y Thomson Borowman, como fundición y fábrica de maquinarias. Mouat aportó un capital de 2830 libras esterlinas a esta empresa. Esta fundición se construyó la primera lancha cisterna de hierro, llamada Tom 0’Shanter, lo que demuestra la capacidad que tenía este taller para construir estructuras metálicas. A mediados de 1860 Mouat vende la Fundición Caledonia a su socio Thomas Borrowman y a John Thompson.

### Astillero
En 1862, se fabricó un barco con fines de remolque, carga, aprovisionamiento de agua para los vapores y además bomba para combatir el fuego de los barcos. Fue construido en el astillero de Juan Mouat que estaba en Barón, Valparaíso. Su botadura y bautizo fue realizado el 20 de abril de 1862 bajo el nombre de barcaza “Chacabuco”, siendo además el primer barco de esta naturaleza bautizado en Chile.

### Creosote
En el sector de Barón de la ciudad de Valparaíso instaló la primera fábrica para impregnar durmientes con creosota para alargar la vida útil. Ocho años más tarde, éstos fueron examinados por el ingeniero Jorge Lyon quien aseguró que podrían durar ocho años más.

## Otros aportes

### Bombero
La noche del 15 de diciembre de 1850, estalló un incendio en una cigarrería de la calle Cruz de Reyes en el centro de Valparaíso, que se propagó rápidamente a casas, bodegas y rancheríos ubicados en las vecindades. Luego de mucho trabajo y la colaboración de los vecinos el fuego logró ser sofocado. Tras el incendio, el día 30 de abril se reúnen los vecinos voluntarios en el Teatro Victoria para conformar el primer cuerpo de bomberos en Chile, el cual comenzó a operar el 30 de junio de 1851 con cuatro compañías de voluntarios. Juan Mouat formó parte, en calidad de fundador, del primer Cuerpo de Bomberos de Chile en Valparaíso, en su primer directorio.

## Homenajes
En abril de 2015, la Universidad de Valparaíso dedica el nombre de Juan Mouat a una sala del Instituto de Física y Astronomía, en presencia de algunos de sus descendientes.
En 2021 se presenta un proyecto de rescate histórico titulado "Un museo virtual del tiempo: la historia de la astronomía en la Región de Valparaíso", cuyo objetivo es recrear la casona de Mouat de manera digital y relevar la trascendencia histórica del primer observatorio moderno instalado en territorio nacional. El proyecto es liderado por Eduardo Ibar, astrónomo y académico de la Universidad de Valparaíso, junto a un equipo multidisciplinario de profesionales arquitectos, curadores, historiadores y científicos.